# Celjsko-ogrska vojna
Leta 1440 je, medtem ko so bili Celjani v vojni s Habsburžani, izbruhnila tudi vojna med Celjani in Ogri. Vzrok vojne je bil v tem, da so Celjani na glasovanju za novega kralja Ogrske glasovali za Habsburžana Ladislava Postuma (nečaka Ulrika II.), medtem ko je večina plemičev glasovala za Vladislava III. Potem ko je bil Vladislav izvoljen in okronan, je dal  Ulrika II. v ujetništvo za nekaj mesecev.
Leta 1441 je sredi vojne Ulriku II. in Frideriku II. Celjskemu uspelo dobiti prevlado in oblast v Slavoniji, 1. marca istega leta sta s celjsko vojsko porazila ogrsko vojsko pri Samoboru pod Gorjanci. 19. aprila so Celjani in Ogri sklenili mir in s tem so Celjani priznali oblast kralja Vladislava III. na Ogrskem.